# エドゥサ駅
エドゥサ駅（エドゥサえき、英語: EDSA Station）は、フィリピン・マニラ首都圏のパサイにあるマニラ・ライトレール・トランジット・システム(Manila LRT)LRT1号線の駅｡
マニラ・メトロレール・トランジット・システムのMRT3号線のタフト・アベニュー駅と徒歩で乗り換え可能である。名称はエドゥサ通りにあることによる。

## 駅構造
相対式ホーム2面2線を有する高架駅である。

## 駅周辺

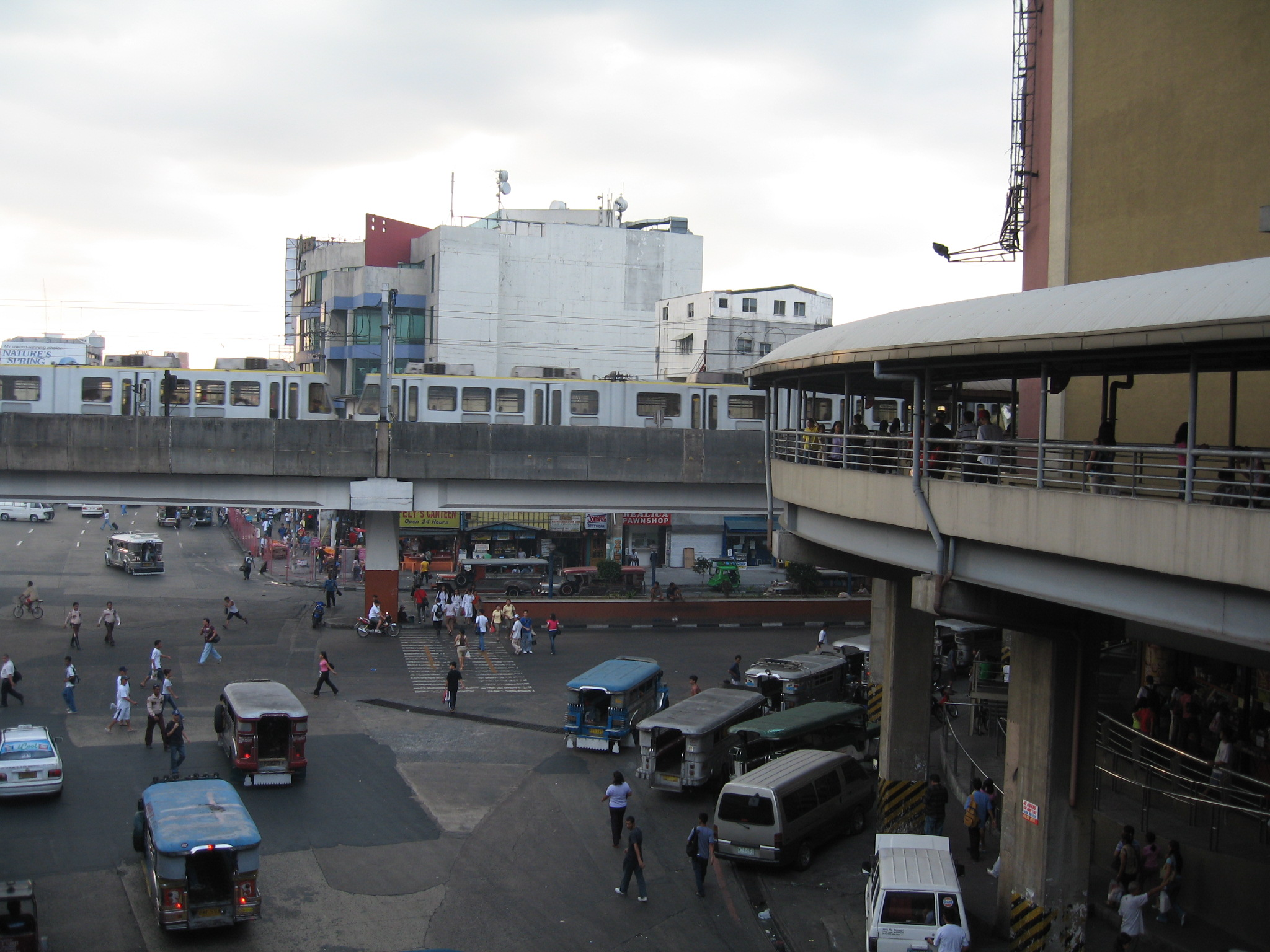
MRT-3線タフト・アベニュー駅 とLRT-1線エドゥサ駅を接続する歩道橋

- マニラ・メトロレール (Manila MRT)・MRT-3線のタフト・アベニュー駅　(Taft Avenue MRT Station)
- 在フィリピン日本国大使館
- ハイアット・リージェンシー・マニラ (Hyatt Regency Manila)
- ヘリテイジ・ホテル (Heritage Hotel)
- 各社の中・長距離バスターミナル
  - パルタス (Partas Bus)
  - ヴィクトリー・ライナー (Victory Liner)
  - フィルトランコ (Philtranco)
  - ファイブ・スター (Five Star)
  - ジェネシス・トランスポート (Genesis Transport)